# Smif-N-Wessun: The Album
Smif-N-Wessun: The Album è il quarto album realizzato dal duo hip hop Smif-N-Wessun, del collettivo Boot Camp Clik. L'album è uscito il 23 ottobre 2007 per Duck Down Records e segue di due anni l'ultimo sforzo del gruppo, dal titolo  Smif 'n' Wessun: Reloaded. The Album contiene collaborazioni con Rock degli Heltah Skeltah, Joell Ortiz, the Loudmouf Choir, Million Styles e Chuckii Star. Ogni canzone dell'album è stata prodotta dal rapper e produttore svedese Ken Ring, avvalendosi della co-produzione di Rune Rotter, Tommy Tee, Collen and Webb e Soul Theory. La prima canzone estratta dall'album è stata "Stomp", con Rock e Joell Ortiz.

## Tracce
| #  | Titolo               | Produttore                | Con                                    |
| -- | -------------------- | ------------------------- | -------------------------------------- |
| 1  | "See the Light"      | Ken Ring, Collen and Webb | Smif-N-Wessun                          |
| 2  | "Gotta Say It"       | Collen and Webb           | Smif-N-Wessun feat. Chuckii Star       |
| 3  | "Trouble"            | Ken Ring, Collen and Webb | Smif-N-Wessun                          |
| 4  | "K.I.M. 2000"        | Tommy Tee                 | Smif-N-Wessun feat. Loudmouf Choir     |
| 5  | "P.N.C. for Life"    | Ken Ring, Rune Rotter     | Smif-N-Wessun                          |
| 6  | "Gangsta Prayer"     | Ken Ring, Rune Rotter     | Smif-N-Wessun feat. Million Styles     |
| 7  | "Stomp"              | Ken Ring, Collen and Webb | Smif-N-Wessun feat. Rock & Joell Ortiz |
| 8  | "Who Gonna Save Us"  | Tommy Tee                 | Smif-N-Wessun                          |
| 9  | "Still Fighting"     | Ken Ring, Collen and Webb | Smif-N-Wessun                          |
| 10 | "Yeah"               | Tommy Tee                 | Smif-N-Wessun                          |
| 11 | "Movie"              | Tommy Tee                 | Smif-N-Wessun                          |
| 12 | "Can't Stop"         | Ken Ring, Soul Theory     | Smif-N-Wessun                          |
| 13 | "Can't Feel My Face" | Tommy Tee                 | Smif-N-Wessun feat. Loudmouf Choir     |
| 14 | "Still Here"         | Ken Ring, Collen and Webb | Smif-N-Wessun                          |